# Astana Arena
Astana Arena (tiếng Kazakh: Астана Арена) là một sân vận động bóng đá ở Nursultan (trước đây là Astana), Kazakhstan. Sân vận động có sức chứa 30.000 chỗ ngồi và có mái che có thể thu vào. Đây là sân vận động quốc gia của đội tuyển bóng đá quốc gia Kazakhstan. Astana Arena là sân vận động lớn nhất ở Kazakhstan. Sân được xây dựng từ năm 2006 đến năm 2009 với chi phí 185 triệu đô la, và chính thức được khánh thành vào ngày 3 tháng 7 năm 2009. Đây cũng là sân nhà của FC Astana thuộc Giải bóng đá Ngoại hạng Kazakhstan và FC Bayterek thuộc Giải bóng đá Hạng nhất Kazakhstan. Sân vận động này đã tổ chức lễ khai mạc Đại hội Thể thao Mùa đông châu Á lần thứ 7 vào ngày 31 tháng 1 năm 2011. Astana Arena là một trong những địa điểm được đấu thầu để tổ chức các trận đấu của Giải vô địch bóng đá châu Âu 2020.

## Lịch sử

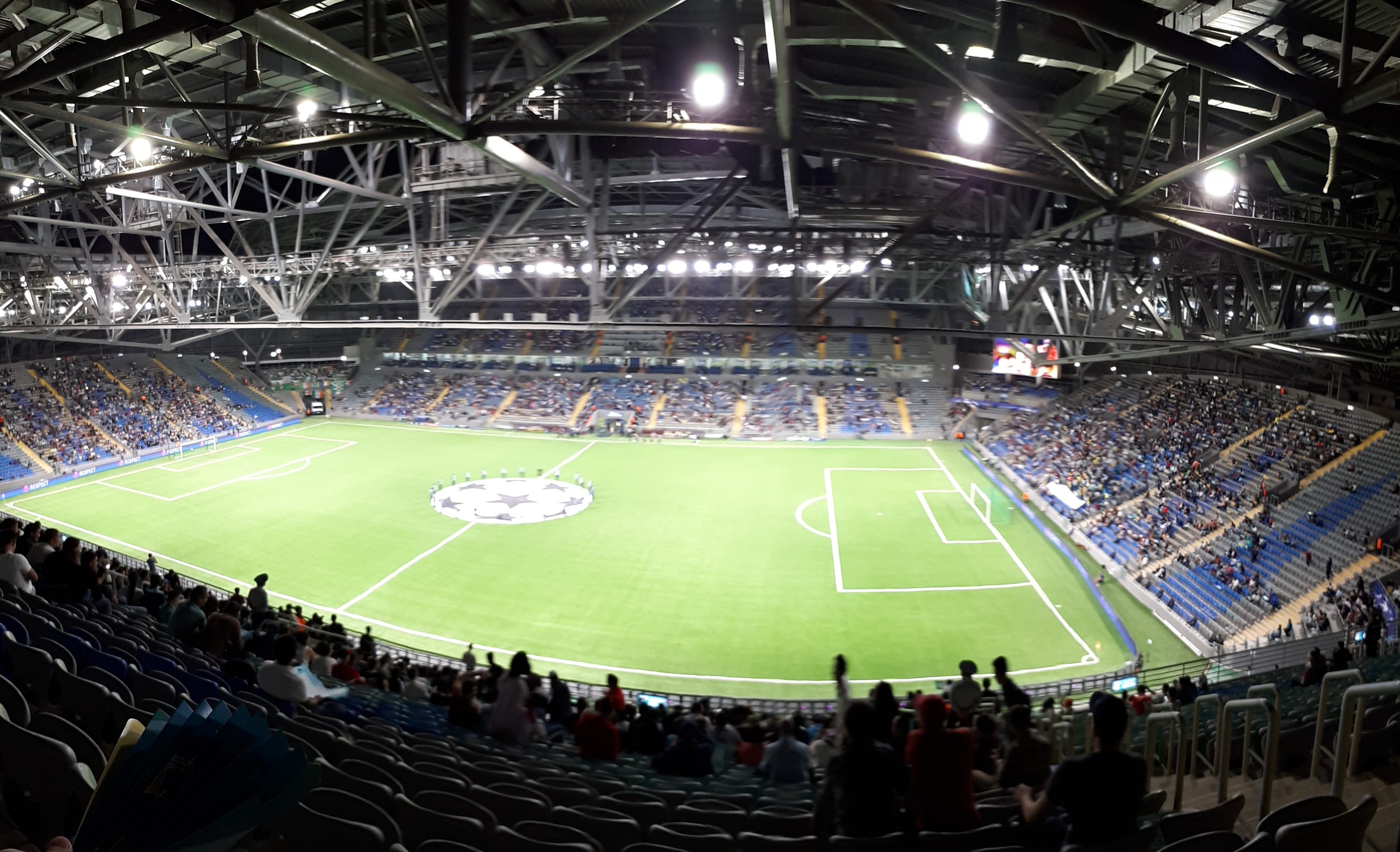
Astana Arena trước trận đấu vòng play-off UEFA Champions League giữa FC Astana và Celtic F.C..

Công việc xây dựng Astana Arena được bắt đầu vào năm 2006. Vào ngày khánh thành chính thức, sân được đặt tên là Sân vận động Kazhymukan để vinh danh đô vật nổi tiếng Kazhymukan Munaitpasov. Sau đó, sân vận động được đổi tên thành Astana Arena như hiện nay. Sân được thiết kế bởi các kiến trúc sư thể thao hàng đầu Populous kết hợp với Tabanlıoğlu Architects. Nhà thầu chính là Sembol Construction. Sân được khánh thành bằng trận đấu giữa Lokomotiv Astana với đội tuyển bóng đá U-21 quốc gia Kazakhstan vào ngày 3 tháng 7 năm 2009. Trận đấu được điều khiển bởi trọng tài nổi tiếng người Ý, ông Pierluigi Collina. Cú sút đầu tiên mang tính biểu tượng dưới tiếng còi của ông đã đánh vào Tổng thống Kazakhstan Nursultan Nazarbayev. Trong trận đấu này, ngoài các cầu thủ thông thường của mỗi đội, mỗi đội còn có thêm hai "ngôi sao": hậu vệ người Gruzia Kakha Kaladze và tiền đạo người Ukraina Andriy Shevchenko trong đội tuyển U-21 quốc gia Kazakhstan, và các cầu thủ người Thổ Nhĩ Kỳ Hasan Şaş và Hakan Şükür trong Lokomotiv Astana.
Vào ngày 14 tháng 10 năm 2009, sân vận động này đã tổ chức trận đấu quốc tế chính thức đầu tiên: đội tuyển bóng đá quốc gia Kazakhstan gặp đội tuyển bóng đá quốc gia Croatia trong khuôn khổ vòng loại World Cup 2010. Đội khách Croatia giành chiến thắng với tỷ số 2–1, với bàn thắng quyết định được ghi ở phút bù giờ.
Vào ngày 31 tháng 1 năm 2011, Astana Arena đã tổ chức lễ khai mạc Đại hội Thể thao Mùa đông châu Á lần thứ 7. Sân cũng là địa điểm tổ chức Giải thưởng Kênh truyền hình Muz-TV được tổ chức bên ngoài Moskva lần duy nhất.
Vào ngày 27 tháng 6 năm 2017 và ngày 29 tháng 6 năm 2019, ngôi sao thế giới Dimash Kudaibergen đã biểu diễn trong các buổi hòa nhạc "Bastau" và "Arnau", thu hút 30.000 và 40.000 khán giả. 13.500 khán giả từ 65 quốc gia trên thế giới đã tham dự buổi hòa nhạc "Arnau".
Vào tháng 2 năm 2020, mái che bằng kính của Astana Arena bị sụp đổ do sức nặng của băng tuyết nặng hàng tấn. Rất may, không có ai bị thương.

## Nét đặc trưng

Quang cảnh từ phía sau

Sân vận động có sức chứa 30.000 chỗ ngồi này được thiết kế như một giảng đường lớn với hình thức đặc biệt và có thể nhận ra ngay lập tức khi nhìn từ xa và từ khoảng cách gần. Về cơ bản, sân có cấu trúc hai tầng, tầng khán đài thấp hơn có sức chứa 16.000 chỗ ngồi, bao quanh khu vực mặt sân trong khi tầng khán đài phía trên ở phía đông và phía tây có sức chứa 14.000 khán giả. Có sự phân tách hiệu quả giữa các khu VIP, khán giả và cầu thủ để đảm bảo được đi lại dễ dàng. Tất cả khán giả đều có ghế ngồi riêng và có thể nhìn ra mặt sân một cách rõ ràng mà không bị cản trở. Mặt sân được lắp đặt mặt cỏ chất lượng cao để đáp ứng các tiêu chí của FIFA và UEFA. Mặt cỏ có thể được che phủ để tổ chức các sự kiện khác.

## Thiết kế
Sân vận động được thiết kế theo hình elíp, được xây dựng trên một khu đất hình chữ nhật rộng 232.485 m² (330m x 704,5m). Thiết kế giới thiệu các giải pháp sáng tạo áp dụng các nguyên tắc công nghệ cao để quản lý vận hành, tương tác với môi trường và đặc biệt là với các điều kiện khí hậu khắc nghiệt của vùng này.